# Scià Guido G.
Scià Guido G. (Shah Guido G.) è un racconto di fantascienza di Isaac Asimov pubblicato per la prima volta nel 1951, nel numero di novembre della rivista Marvel Science Fiction.
Successivamente è stato incluso nell'antologia Testi e note (Buy Jupiter and Other Stories) del 1975.
Il racconto si basa sul gusto di Asimov per le freddure e i giochi di parole. Lo stesso titolo è un gioco di parole con l'espressione "shaggy dog" (omofono di "Shahgui Dog" e che ha il significato di racconto sciocco).
È stato pubblicato varie volte in italiano a partire dal 1976..

## Trama
Scià Guido G. è il nomignolo di Guido Garshthavastra, il Segretario generale delle Nazioni Unite ("Sekjen"), un tiranno ereditario che governa la Terra dall'isola volante di Atlantide, simile alla Laputa di Jonathan Swift.
Philo Plat è un aristocratico che trama segretamente per far cadere lo Scià Guido G. Quando viene a conoscenza che i generatori dei raggi antigravitazionali che tengono sospesa Atlantide sono vicini al punto critico, Plat convince lo Scià Guido G. a mandare una divisione di Onde (truppe d'assalto femminili il cui nome è preso dai WAVES della Marina degli Stati Uniti) per sedare una presunta rivolta dei tecnici.
Come Plat supponeva, il peso delle astronavi delle Onde basta a sovraccaricare i generatori di Atlantide fino a farla precipitare a terra, liberando così il popolo dalla tirannia.